# Quyền LGBT ở Nigeria

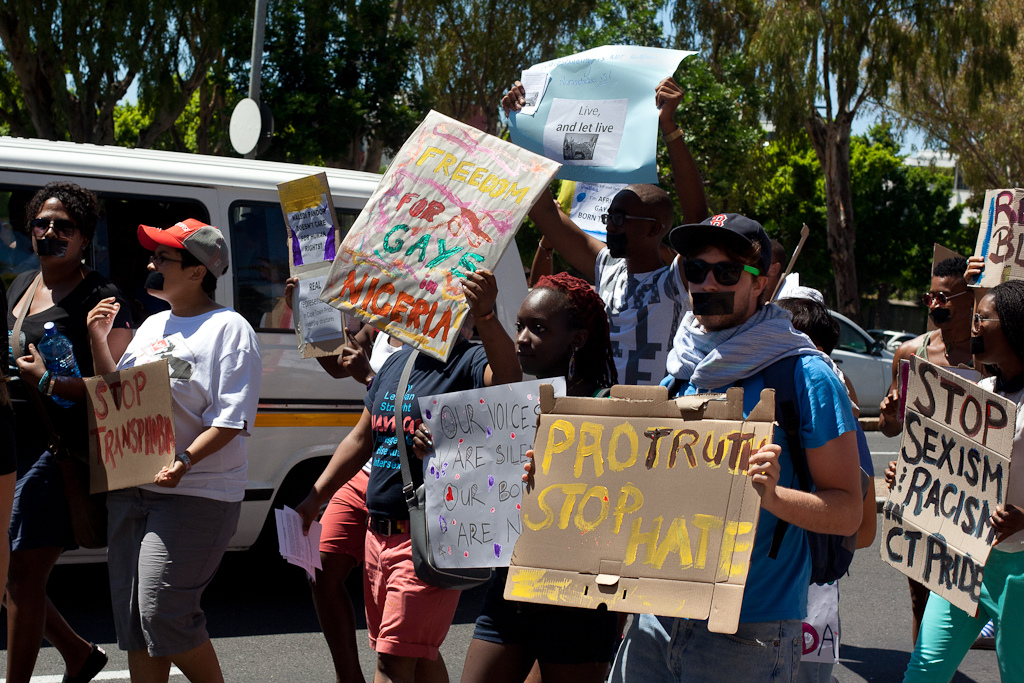
Niềm tự hào của Cape Town Những người tham gia năm 2014 đã biểu tình ủng hộ quyền LGBT ở Nigeria

Quyền đồng tính nữ, đồng tính nam, song tính và chuyển giới ở Nigeria đối mặt với những thách thức pháp lý và xã hội mà những người không phải LGBT không gặp phải. Quốc gia không cho phép hoặc công nhận quyền LGBT. Không có sự bảo vệ pháp lý chống phân biệt đối xử trong Nigeria - một quốc gia chủ yếu bảo thủ với hơn 170 triệu người, tách ra giữa miền bắc chủ yếu là Hồi giáo và miền nam Kitô giáo.  Rất ít người LGBT cởi mở về định hướng của họ và bạo lực đối với người LGBT là thường xuyên. Edafe Okporo trốn khỏi Nigeria đến Hoa Kỳ để xin tị nạn dựa trên xu hướng tính dục của anh ta và được cấp tị nạn chính trị vào năm 2017. LGBTQ Nigeria đang trốn sang các nước có luật tiến bộ để tìm kiếm sự bảo vệ
Cả nam và nữ hoạt động tình dục đồng giới là bất hợp pháp ở Nigeria. Hình phạt tối đa ở mười hai quốc gia phía bắc có thông qua luật Shari'a là cái chết bằng cách ném đá.  Luật đó áp dụng cho tất cả người Hồi giáo và cho những người tự nguyện đồng ý áp dụng các tòa án của Shari'a. Ở miền nam Nigeria và theo luật hình sự thế tục của miền bắc Nigeria, hình phạt tối đa cho hoạt động tình dục đồng giới là 14 năm tù. Đạo luật cấm kết hôn đồng giới đã hình sự hóa mọi hình thức của các liên minh đồng giới và hôn nhân đồng giới trên cả nước.
Theo Dự án thái độ toàn cầu của Pew 2007, 97 phần trăm người dân Nigeria tin rằng đồng tính luyến ái là một lối sống mà xã hội không nên chấp nhận, đây là tỷ lệ không chấp nhận cao thứ hai trong 45 quốc gia được khảo sát. Năm 2015, một cuộc khảo sát của một tổ chức được thành lập bởi một nhà hoạt động đồng tính người Nigeria có trụ sở tại London tuyên bố tỷ lệ này giảm xuống còn 94%.  Trong khảo sát này của Bisi Alimi, tính đến cùng kỳ, tỷ lệ người Nigeria đồng ý với người LGBT nên được giáo dục, chăm sóc sức khỏe và nhà ở là 30%.

## Bảng tóm tắt
| Hoạt động tình dục đồng giới hợp pháp                                                                                       | (Hình phạt: Cho đến chết ở bang Shari'a; lên đến 14 năm tù ở các quốc gia không thuộc Shari'a) |
| Độ tuổi đồng ý | No                                                                                             |
| Luật chống phân biệt đối xử chỉ trong việc làm                                                                              | No                                                                                             |
| Luật chống phân biệt đối xử trong việc cung cấp hàng hóa và dịch vụ                                                         | No                                                                                             |
| Luật chống phân biệt đối xử trong tất cả các lĩnh vực khác (Bao gồm phân biệt đối xử gián tiếp, ngôn từ kích động thù địch) | No                                                                                             |
| Hôn nhân đồng giới | No                                                                                             |
| Công nhận các cặp đồng giới                                                                                                 | No                                                                                             |
| Con nuôi của các cặp vợ chồng đồng giới                                                                                     | No                                                                                             |
| Con nuôi chung của các cặp đồng giới                                                                                        | No                                                                                             |
| Người đồng tính nam và đồng tính nữ được phép phục vụ công khai trong quân đội                                              | No                                                                                             |
| Quyền thay đổi giới tính hợp pháp                                                                                           | No                                                                                             |
| Truy cập IVF cho đồng tính nữ                                                                                               | No                                                                                             |
| Mang thai hộ thương mại cho các cặp đồng tính nam                                                                           | No                                                                                             |
| NQHN được phép hiến máu | No                                                                                             |